# Hôtel d'Aubray
L'hôtel d’Auray  ou hôtel de Brinvilliers  est un hôtel particulier  situé dans le 4e arrondissement de Paris construit en grande partie au début du XVIIIe siècle et inscrit partiellement aux Monuments historiques en 1960.

## Histoire
L’hôtel est  à l’emplacement de la tour carrée de l’ancien hôtel de la Reine ou hôtel du Comte d’Etampes, partie de l'hôtel royal de Saint-Pol, sur une parcelle acquise en 1544 par maître Moteler de Museau, valet de chambre par adjudication du lotissement de cet ensemble.
Une première demeure construite en 1547 sur ce terrain appartint en 1620 à Balthazar Gobelin, de la famille des teinturiers du faubourg Saint-Marcel, Président aux comptes.
Son fils Antoine marquis de Brinvilliers épousa en 1651 Marie-Madeleine d’Aubray qui fit empoisonner son père en 1666, puis ses deux frères, pour toucher l’héritage. La marquise fut arrêtée en 1676, condamnée à mort et exécutée le 17 juillet 1676 en place de Grève.
L’hôtel est acheté en 1708  par Nicolas-Joseph Foucault, marquis de Magny qui le fait remanier. Il hébergea l’orientaliste Antoine Galland qui y traduisit les Mille et une nuits.

## Description
La façade sur rue de 9 travées date du début du  XVIIIe siècle. Le portail cintré orné de refends, de quatre consoles est surmonté d’un mascaron qui représente un masque grotesque.
Le bâtiment sur cour comporte un escalier d’honneur du XVIIIe siècle dont la rampe est décorée de cartouches.

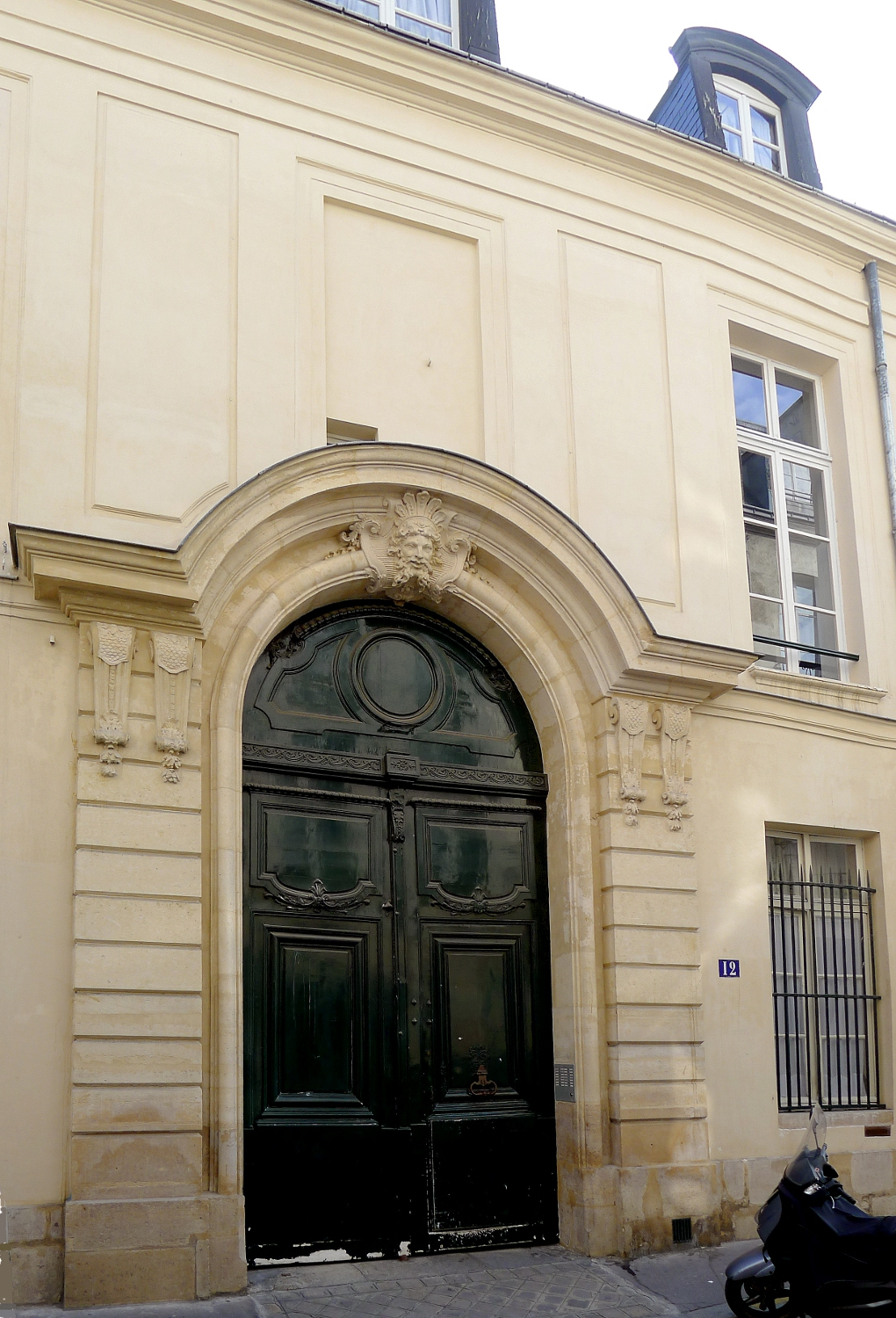
Portail sur rue.
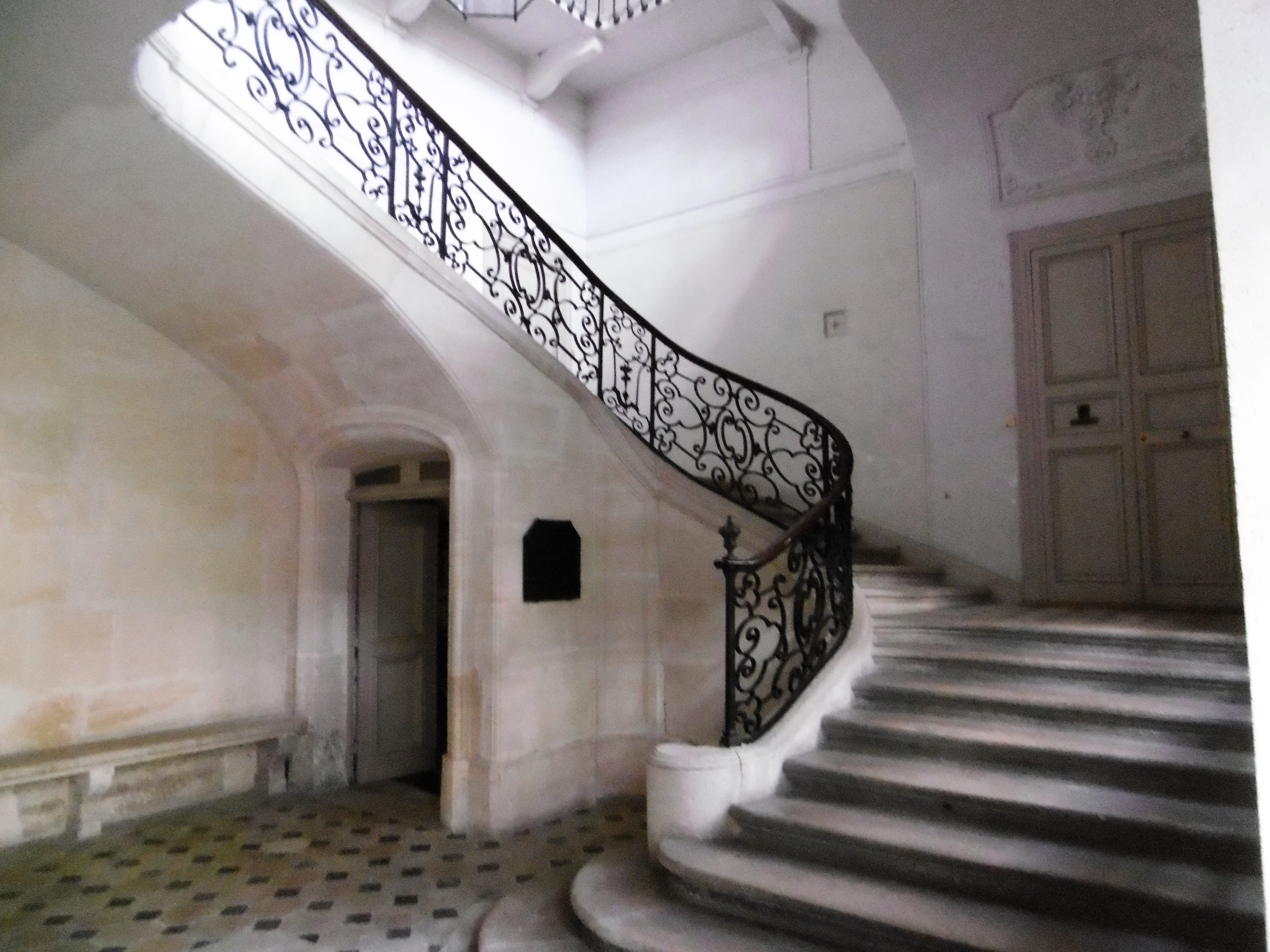
escalier d’honneur.
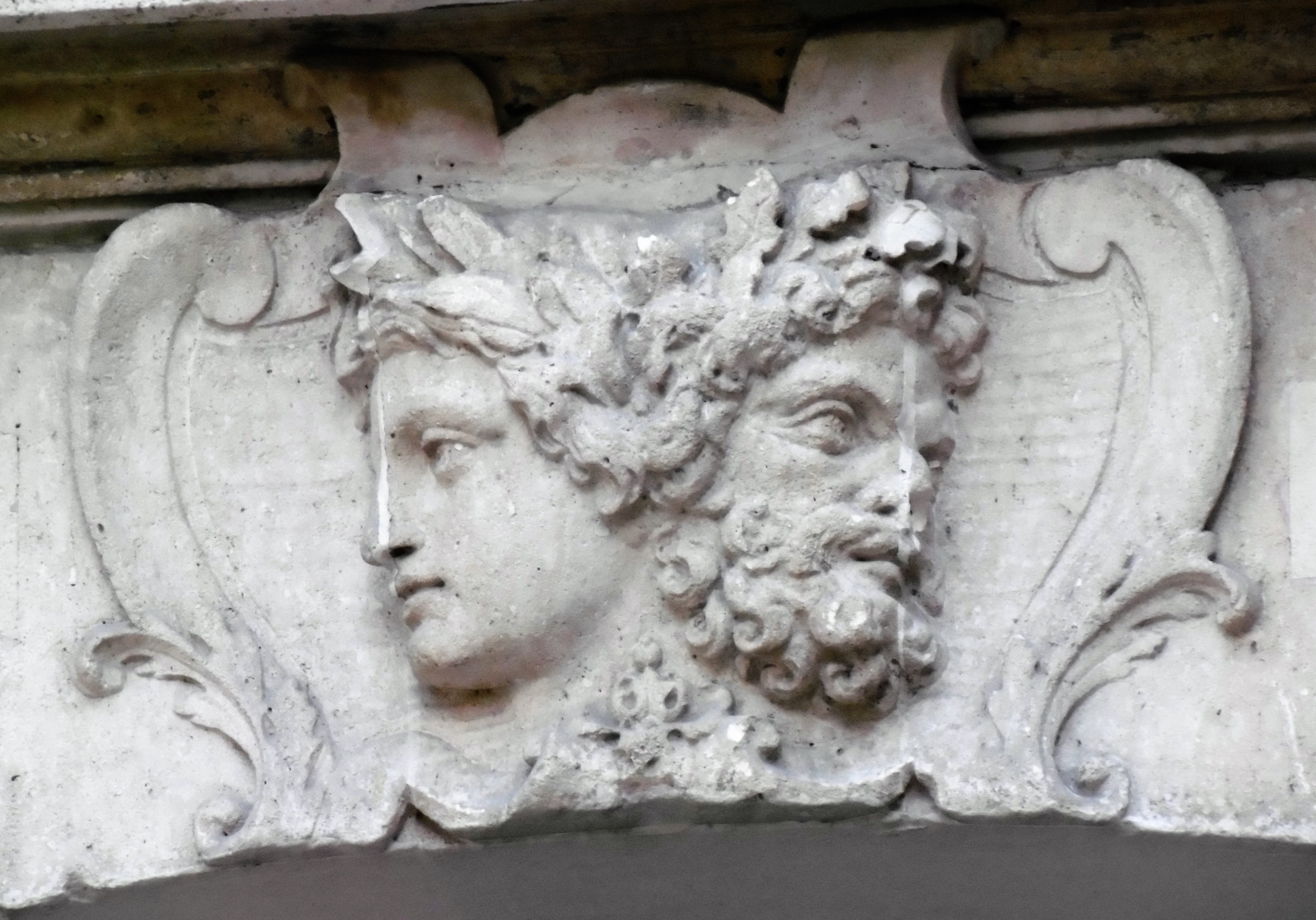
Mascaron dans la cour.